# Taeniotes cayennensis
Taeniotes cayennensis är en skalbaggsart som beskrevs av Thomson 1859. Taeniotes cayennensis ingår i släktet Taeniotes och familjen långhorningar.
Artens utbredningsområde är Surinam. Inga underarter finns listade i Catalogue of Life.